# Sphere (スフィアのアルバム)
『sphere』（スフィア）は、女性ユニット、スフィアのベスト・アルバム。2015年2月11日にGloryHeavenから発売された。本作はファンセレクトベストとなっている。

## 解説
本作は4thアルバム『4 colors for you』に封入されている｢秘密のコード｣を使ってファンが投票した結果、上位15曲が収録されている。初回盤には、2014年12月26日にTOKYO MX他にて放送された、スフィア5周年特番「スフィアのNEVER ENDING PARK!!!!」と、「延長戦」と銘打たれたDVDだけに収録されているオリジナル版、それぞれ約30分のバラエティー番組2本を収録。

## 収録曲
1. Future Stream
2. Non stop road
3. MOON SIGNAL
4. 君の空が晴れるまで
5. Super Noisy Nova
6. キミが太陽
7. Hazy
8. GENESIS ARIA
9. LET・ME・DO!!
10. Eternal Tours
11. らくがきDictionary
12. Planet Freedom
13. Now loading...SKY!!
14. A.T.M.O.S.P.H.E.R.E
15. Ding! Dong! Ding! Dong!